# شاحنة صهريج

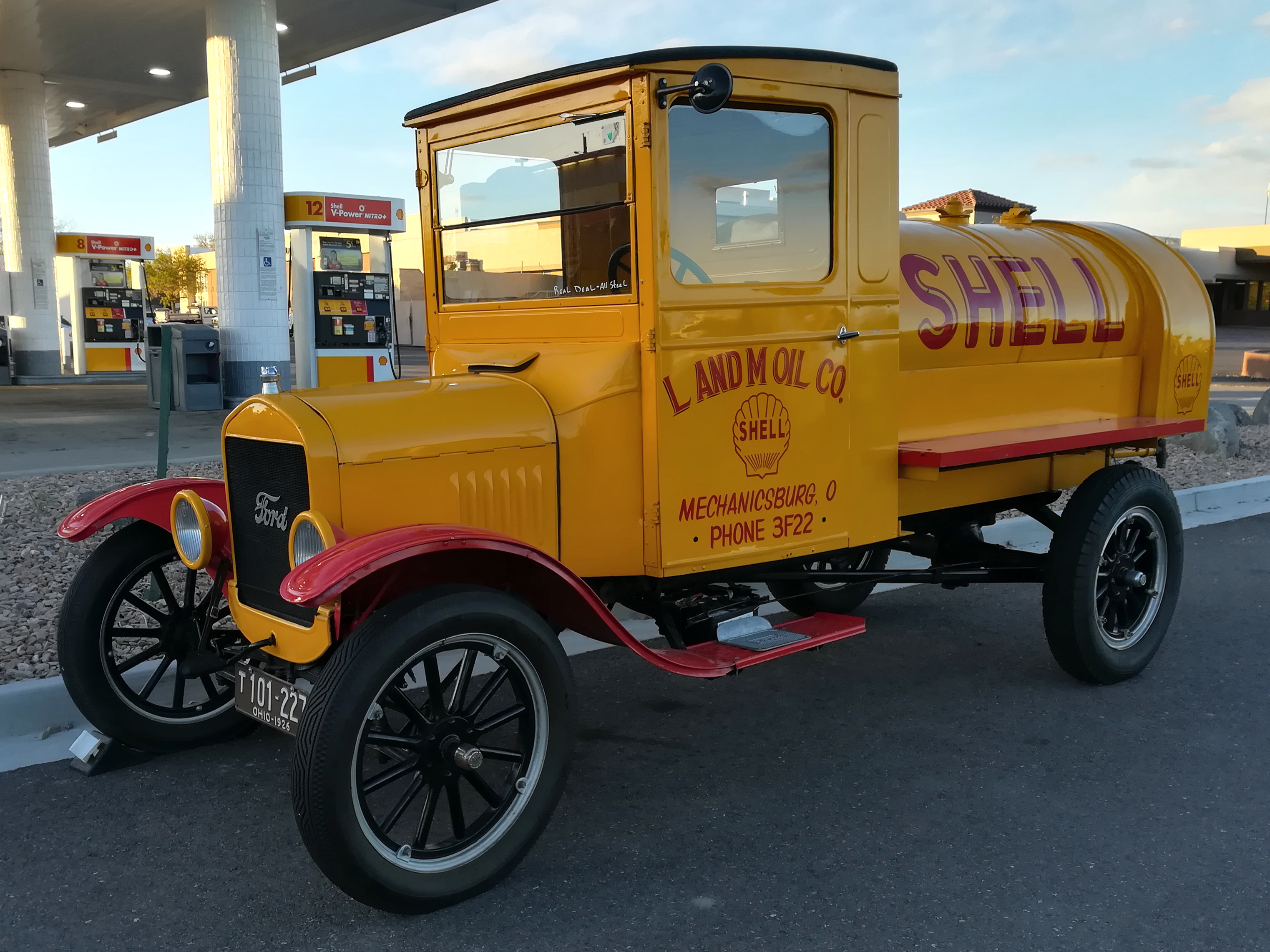
شاحنة صهريج من عام 1926

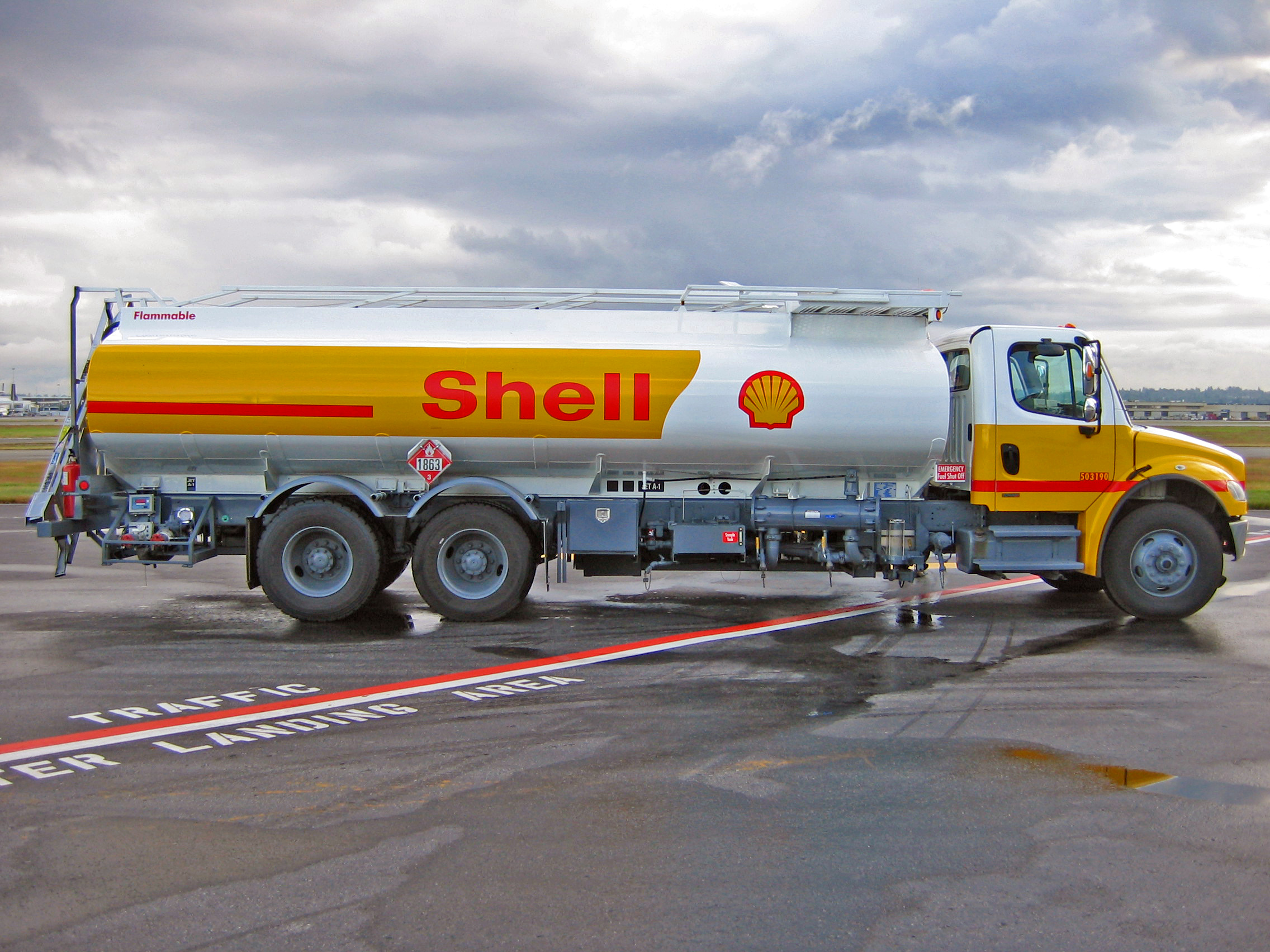
شاحنة صهريج للتزود بالوقود في مطار فانكوفر الدولي

شاحنة صهريج أو شاحنة غاز أو شاحنة وقود، هي مركبة مصممة لنقل السوائل أو الغازات على الطرق. تميل شاحنات الصهاريج إلى أن تكون كبيرة؛ قد تكون معزولة أو غير معزول ؛ مضغوط أو غير مضغوط؛ ومصممة للأحمال الفردية أو المتعددة (غالبًا عن طريق الانقسامات الداخلية في خزانها). بعض هذه الشاحنات عبارة عن شاحنات نصفية، ومن الصعب قيادتها لتضخمها. 